# 콜먼 린지
아이작 콜먼 린지(Isaac Coleman Lindsey, 1892년 10월 12일 ~ 1968년 11월 15일)은 미국의 정치인으로 제39대 루이지애나주 부지사이다.

## 경력
- 1924 ~ 1928 제48대 루이지애나 상원의원
- 1932 ~ 1940 제50·51대 루이지애나 상원의원
- 1939.06 ~ 1940.05 제56대 루이지애나 상원의장
- 1939.06 ~ 1940.05 제39대 루이지애나 부지사

## 역대 선거 결과
| 선거명      | 직책명    | 대수 | 정당   | 득표율 | 득표수 | 결과 | 당락 |
| ----------- | --------- | ---- | ------ | ------ | ------ | ---- | ---- |
| 1930년 선거 | 민든 시장 | -대  | 민주당 | 0%     | 표     | 2위  | 낙선 |